# دبارتون، استرالیای جنوبی
دبارتون (به انگلیسی: Thebarton) یک حومه شهر در استرالیا است که در استرالیای جنوبی واقع شده‌است.